# Yorima sequoiae
Yorima sequoiae là một loài nhện trong họ Dictynidae.
Loài này thuộc chi Yorima. Yorima sequoiae được Ralph Vary Chamberlin & Wilton Ivie miêu tả năm 1937.